# Filho da Mãe - Um Reencontro com Paulo Gustavo
Filho da Mãe - Um Reencontro com Paulo Gustavo é um filme brasileiro de 2022, do gênero documentário, que mostra os bastidores do último projeto do humorista Paulo Gustavo, a turnê musical Filho da Mãe, feita em parceria com sua mãe, Déa Lúcia.
O file estreou em 16 de de dezembro de 2022, e conta com a produção da Amazon Studios e distribuição da Prime Video, e é dirigido por Susana Garcia, diretora de Minha Mãe É uma Peça 3, e codirigido pela irmã do ator, Juliana Amaral.
Filho da Mãe traz registros inéditos da vida pessoal e profissional do artista, trazendo depoimentos de familiares e amigos, como Ingrid Guimarães, Pedro Bial, Samantha Schmutz, e Mônica Martelli, além do viúvo de Paulo Gustavo, Thales Bretas e de sua mãe, Déa Lúcia.

## Elenco
- Paulo Gustavo
- Déa Lúcia
- Ingrid Guimarães
- Pedro Bial
- Mônica Martelli
- Samantha Schmutz
- Thales Bretas
- Preta Gil

## Divulgação
No final de outubro de 2022, a Prime Video liberou uma prévia de 23 segundos do longa, a qual também fora compartilhado pelo viúvo do ator, o dermatologista Thales Bretas. Em 16 de novembro de 2022, o trailer oficial do filme foi divulgado em todas as plataformas da Prime Video, e compartilhado nas redes sociais por pessoas próximas do artista, como a cantora Anitta,  Thales Bretas, Jú Amaral, irmã do ator, e a atriz Mônica Martelli.